# Cele 13 fantome ale lui Scooby-Doo
Cele 13 fantome ale lui Scooby-Doo (în engleză: The 13 Ghosts of Scooby-Doo) este a șaptea incarnație a seriei Scooby-Doo de Hanna-Barbera, creată de Joe Ruby și Ken Spears care a fost difuzată pentru prima dată în Statele Unite ale Americii în fiecare săptămână începând cu data de 7 septembrie 1985.
Având 13 episoade, este cel mai scurt serial Scooby-Doo. În 2019 a fost lansat filmul Scooby-Doo! Blestemul celei de-a 13-a fantomă cu o echipă creativă diferită care a dezvăluit a treisprezecea fantomă și a încheiat serialul.

## Despre serial
Eroii acestei serii sunt Scooby-Doo, Scrappy-Doo, Shaggy, Daphne, care arată puțin diferit, adoptând moda anilor '80 și fiind asemănătoare cu Debbie din Speed Buggy, și Flim-Flam. Cei trei trebuie să aducă înapoi 13 fantome care au ieșit dintr-un cufăr, ajutați de Vincent van Ghoul.

## Personaje
- Scooby-Doo
- Scrappy-Doo
- Shaggy Rogers
- Daphne Blake
- Flim-Flam - tânăr artist ambulant orfan, originar din Mexic. S-a alăturat găștii când acesta vindea niște lucruri magice într-un oraș din Munții Himalaya și a fost alungat. Acesta poartă bluză și pantaloni galbeni și adidași roșii.
- Vincent van Ghoul - bătrân vrăjitor care-i supraveghează tot timpul pe copii când aceștia încearcă să prindă cele 13 fantome și-i ajută când au nevoie.
- Bogel și Weerd - Bogel este o fantomă prostuță și grasă, iar Weerd este o fantomă slabă cu cinci peri. Weerd este liderul celor doi. Aceștia vor să-i oprească pe copii să prindă cele 13 fantome.

## Vocile în engleză
- Scooby-Doo - Don Messick
- Shaggy Rogers - Casey Kasem
- Daphne Blake - Heather North
- Scrappy-Doo - Don Messick
- Flim-Flam - Susan Blu
- Vincent Van Ghoul - Vincent Price
- Bogel - Howard Morris
- Weerd - Arte Johnson

## Episoade
| N/o              | Titlu român                             | Titlu englez                   | Ticălos(și)                                                       |
| ---------------- | --------------------------------------- | ------------------------------ | ----------------------------------------------------------------- |
|                  |                                         |                                |                                                                   |
| SEZONUL 1 (1985) |                                         |                                |                                                                   |
|                  |                                         |                                |                                                                   |
| 01               | Pentru toate nălucile din viața mea     | To All The Ghouls I’ve Loved   | Fantomele care au fost eliberate                                  |
|                  |                                         |                                |                                                                   |
| 02               | Scoobra-Kadoobra                        | Scoobra-Kadoobra               | Maldor Răuvoitorul                                                |
|                  |                                         |                                |                                                                   |
| 03               | Eu și umbra mea Demonică                | Me and My Shadow Demon         | Regina Morbidia                                                   |
|                  |                                         |                                |                                                                   |
| 04               | Reflexii într-un ochi Macabru           | Reflections in a Ghoulish Eye  | Demonul Oglinzii                                                  |
|                  |                                         |                                |                                                                   |
| 05               | Distracție monstruoasă                  | That’s Monstertainment         | Zomba                                                             |
|                  |                                         |                                |                                                                   |
| 06               | Nava fantomă                            | Ship of Ghouls                 | Fantomele care au reușit să scape și au devenit un monstru ciclop |
|                  |                                         |                                |                                                                   |
| 07               | O farmazoană sinistră ca tine           | A Spooky Little Ghoul Like You | Nicara                                                            |
|                  |                                         |                                |                                                                   |
| 08               | Ai grijă ce-ți dorești                  | When You Witch Upon A Star     | Marcella                                                          |
|                  |                                         |                                |                                                                   |
| 09               | Ce Scooby minunat                       | It’s A Wonderful Scoob         | Time Slime                                                        |
|                  |                                         |                                |                                                                   |
| 10               | Scooby Doo în ținutul benzilor desenate | Scooby In Kwackyland           | Demondo                                                           |
|                  |                                         |                                |                                                                   |
| 11               | Coasta cu fantome                       | Coast-To-Ghost                 | Rankor                                                            |
|                  |                                         |                                |                                                                   |
| 12               | Spectacolul cel mai grotesc din lume    | The Ghoulish Show on Earth     | Profesorul Phantasmo                                              |
|                  |                                         |                                |                                                                   |
| 13               | Horror-scopul lui Scooby                | Horror Scope Scoob             | Zimbulu                                                           |
|                  |                                         |                                |                                                                   |

## Film
Un film, Scooby-Doo! Blestemul celei de-a XIII-a fantomă, a fost lansat în 2019, în care se rezolvă misterul celei de-a XIII-a fantome: Asmodeus.

## Legături externe
- Cele 13 fantome ale lui Scooby-Doo la Internet Movie Database
- Cele 13 fantome ale lui Scooby-Doo la TV.com
- The Big Cartoon Database Arhivat în 18 ianuarie 2013, la archive.ph Error: unknown archive URL – Cele 13 fantome ale lui Scooby-Doo
- The Cartoon Scrapbook Arhivat în 7 octombrie 2016, la Wayback Machine. – Profil pentru Cele 13 fantome ale lui Scooby-Doo